# 東中神駅

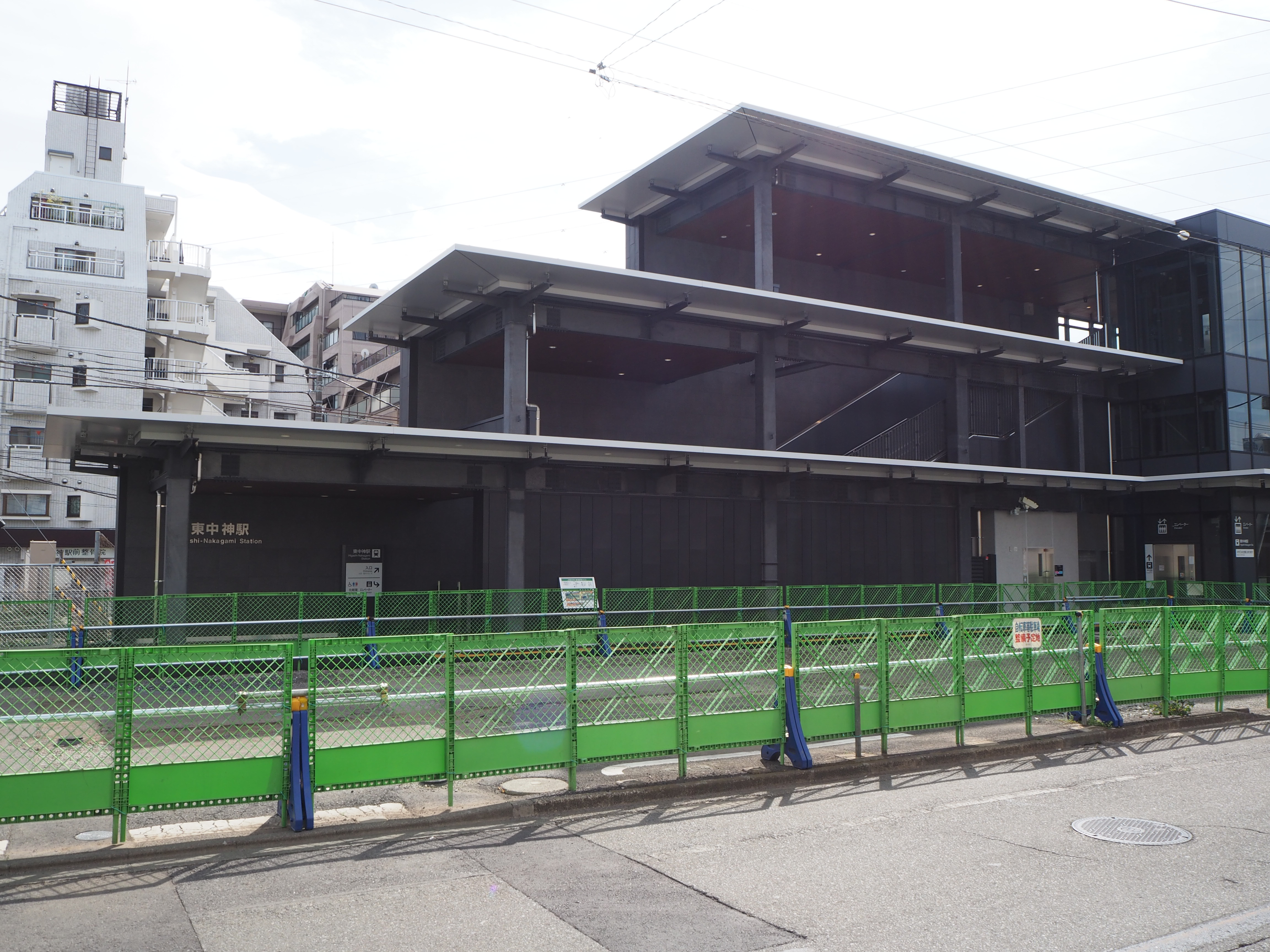
北口（2018年4月）

東中神駅（ひがしなかがみえき）は、東京都昭島市玉川町一丁目にある、東日本旅客鉄道（JR東日本）青梅線の駅である。駅番号はJC 52。八王子支社管轄。

## 歴史
- 1942年（昭和17年）7月1日：青梅電気鉄道の東中神停留場として開業[1][2]。旅客営業のみ[2]。
- 1944年（昭和19年）4月1日：青梅電気鉄道が戦時買収私鉄指定により国有化、運輸通信省青梅線の駅となる[2]。
- 1987年（昭和62年）4月1日：国鉄分割民営化に伴い、東日本旅客鉄道（JR東日本）の駅となる[2]。
- 1993年（平成5年）9月29日：本屋口と臨時改札口に自動改札機を設置し、供用開始[3]。
- 2001年（平成13年）11月18日：ICカード「Suica」の利用が可能となる[広報 1]。
- 2005年（平成17年）3月25日：みどりの窓口の営業を終了し、「もしもし券売機Kaeruくん」を設置[4]。
- 2012年（平成24年）2月15日：「もしもし券売機Kaeruくん」を廃止、多機能券売機を設置。
- 2015年（平成27年）8月：「東中神駅自由通路整備及び駅舎橋上化工事」着工[5]。2017年度末の完成を予定していた[6]。
- 2017年（平成29年）3月19日：橋上駅舎使用開始、自由通路一部使用開始[7][注釈 1]。1階南口駅舎（旧駅舎）と北口臨時改札口を廃止[7]。
- 2018年（平成30年）3月：自由通路及び橋上駅舎が竣工[5]。

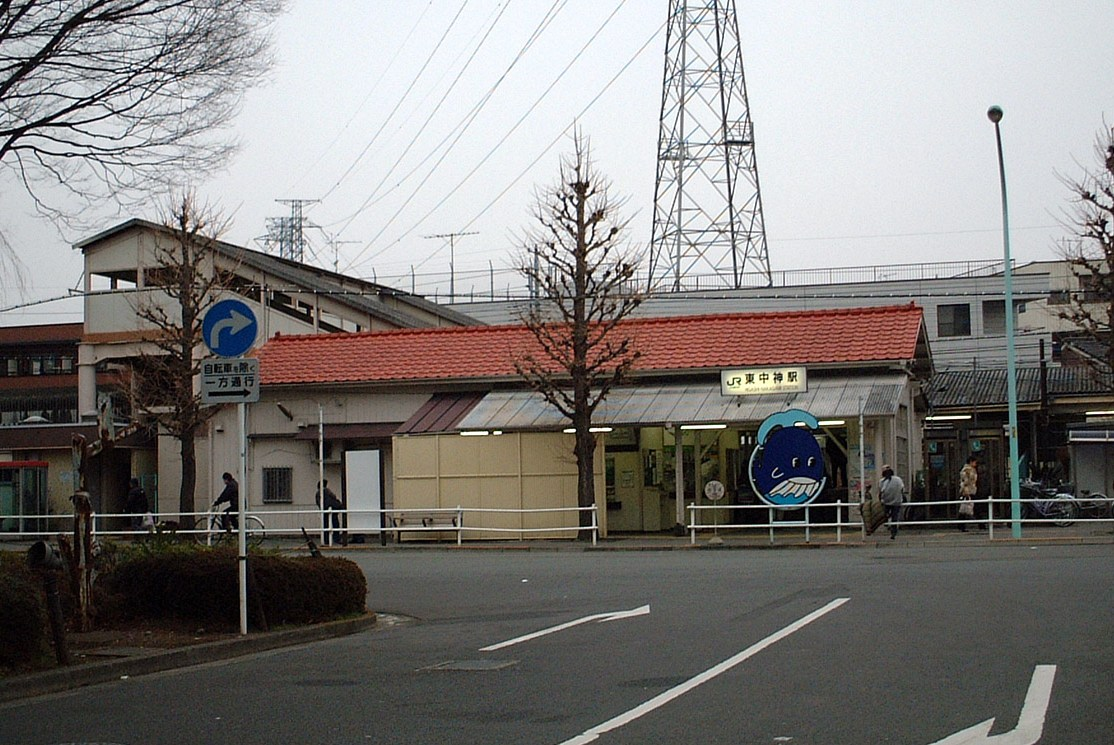
旧南口（2005年1月）
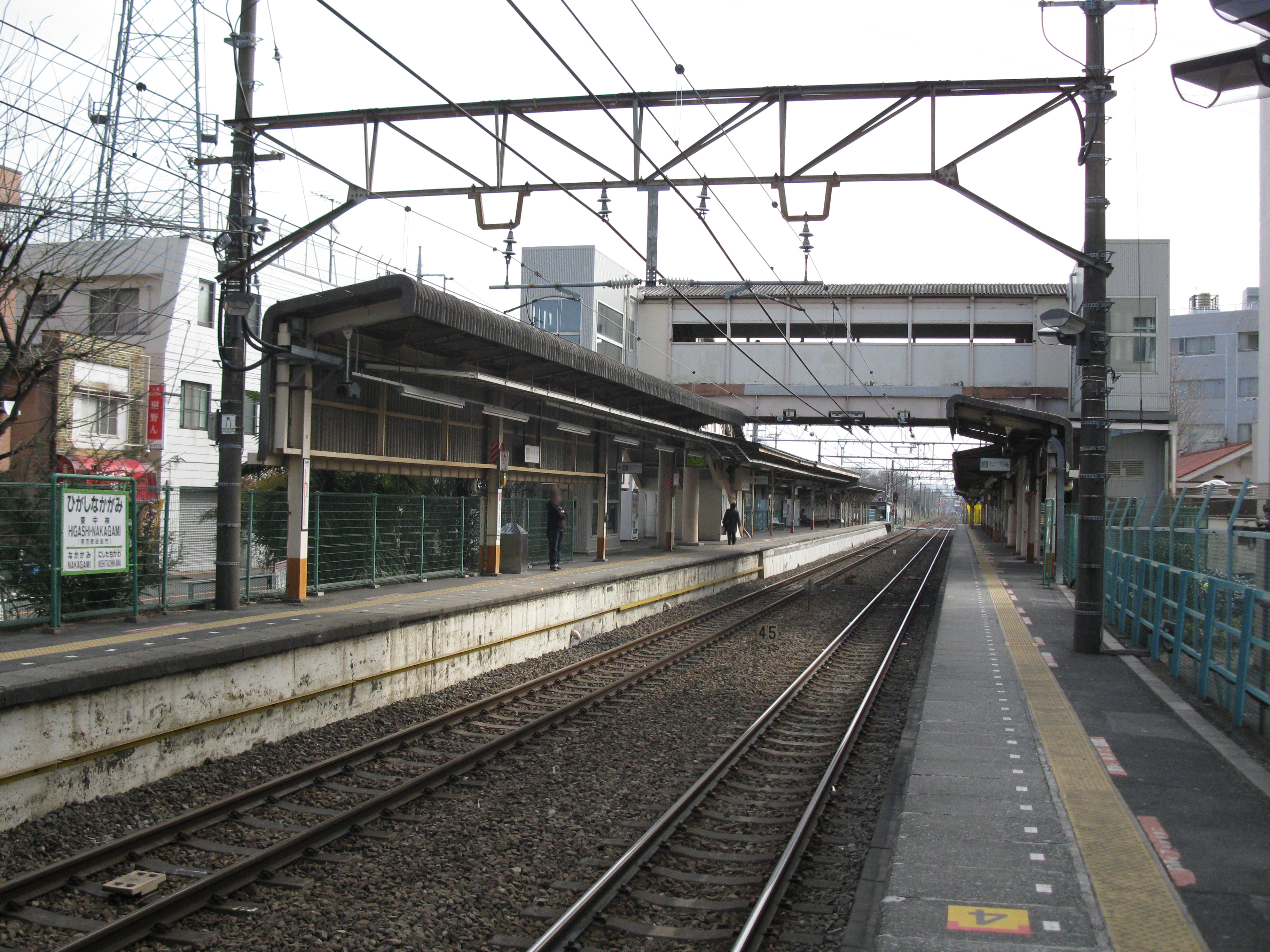
ホーム（駅舎改築前、2009年2月）

## 駅構造
相対式ホーム2面2線を有する地上駅である。ホームの有効長は、2階建てグリーン車2両連結した12両編成運転に備えて12両編成分ある。互いのホームは自由通路・橋上駅舎をもった跨線橋で連絡している。バリアフリー対策として、2007年（平成19年）にホームと跨線橋を結ぶエレベーター、スロープ、多機能トイレが設置された。
JR東日本ステーションサービスが業務を受託する業務委託駅である。自動改札機・自動券売機（多機能券売機を併設）・自動精算機が設置されている。みどりの窓口は2005年（平成17年）3月25日に廃止され、跡地に代替として「もしもし券売機Kaeruくん」が設置されたものの、2012年2月15日20時をもって営業終了し撤去された。
また、初電から午前6時30分頃までは駅員が不在となるため、乗車駅証明書発行機から乗車駅証明書を取って乗車し、着駅で精算する。
駅舎改築前は、改札は1ヶ所で自動改札機が3台しかないため、朝ラッシュ時に手狭になることを考慮して、上りホームの西立川寄りにも臨時改札口があった。ここにも自動改札機・自動精算機が設置されていたものの、自動券売機は設置されていなかった。

### のりば
| 番線 | 路線             | 方向 | 行先                         | 備考                                                 |
| ---- | ---------------- | ---- | ---------------------------- | ---------------------------------------------------- |
| 1    | 青梅線・五日市線 | 下り | 青梅・奥多摩・武蔵五日市方面 | 拝島駅から 五日市線へ直通 （武蔵五日市方面行の列車） |
| 2    | 青梅線・中央線   | 上り | 立川・新宿・東京方面         | 立川駅から 中央線へ直通 （東京方面行の列車）         |

（出典：JR東日本:駅構内図）

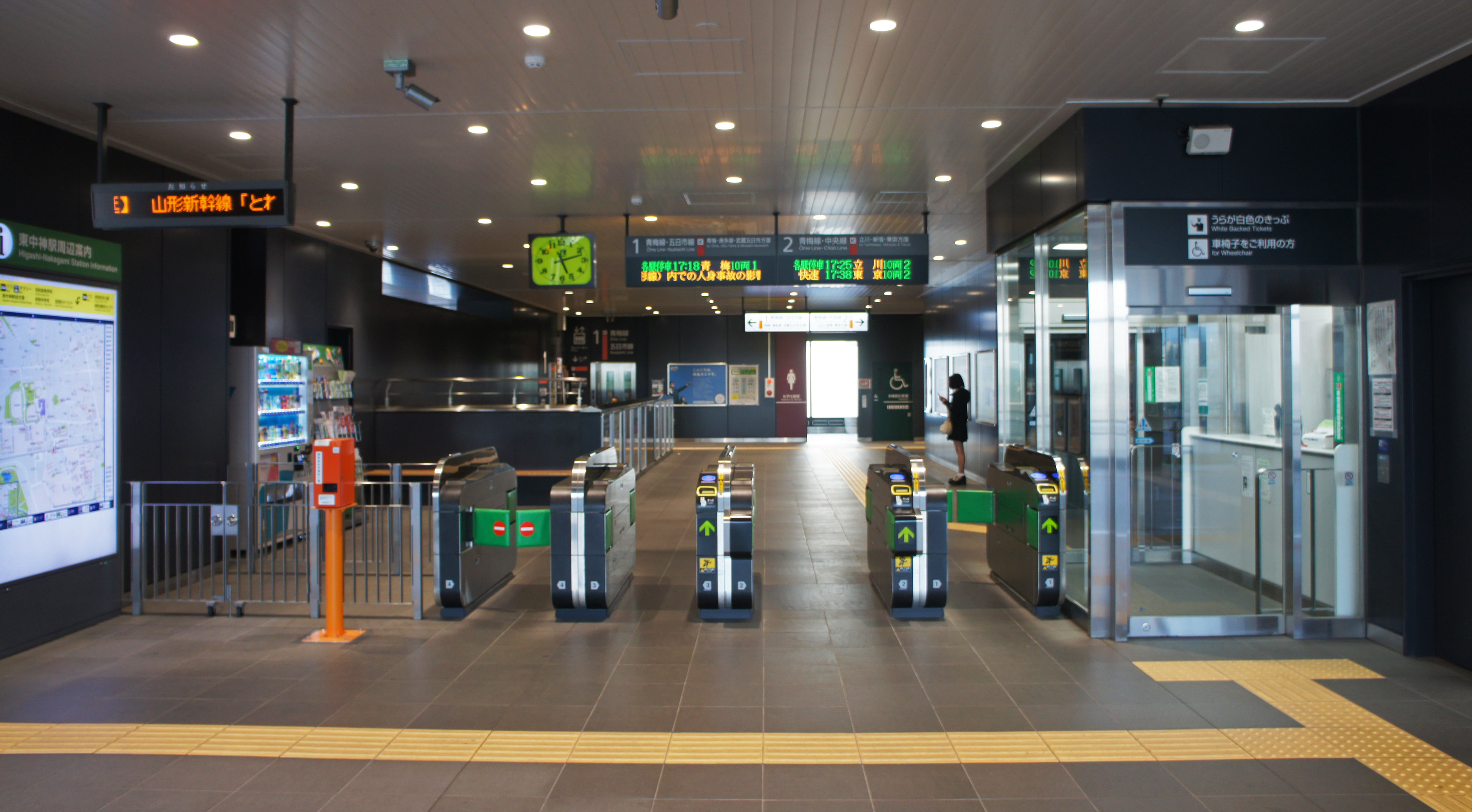
改札口（2021年4月）
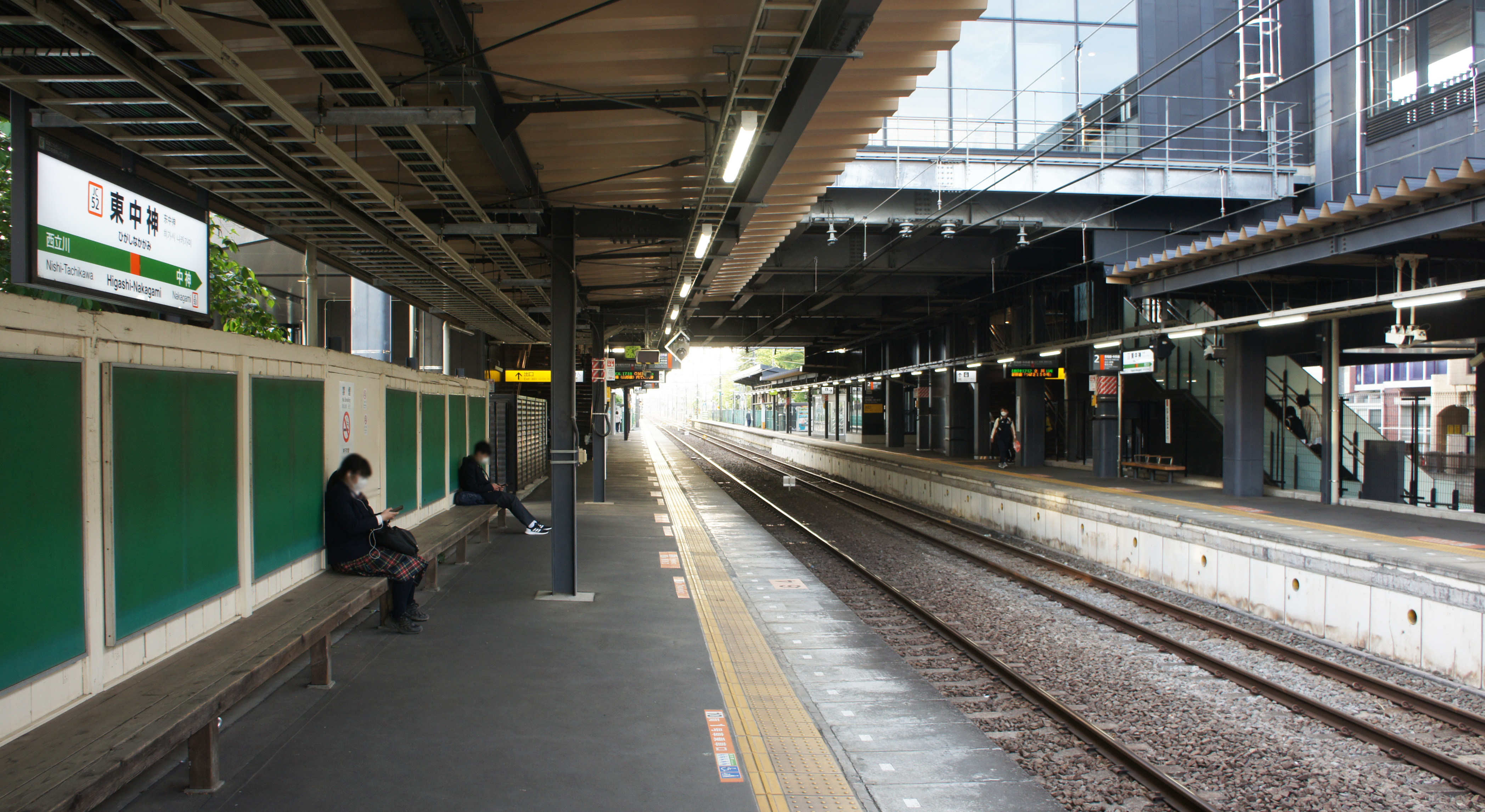
ホーム（2021年4月）

## 利用状況
2023年度（令和5年度）の1日平均乗車人員は6,857人である。
1990年度（平成2年度）以降の1日平均乗車人員の推移は下記の通り。
| 年度               | 1日平均 乗車人員 | 出典     |
| ------------------ | ---------------- | -------- |
| 1990年（平成02年） | 8,129            | [ * 1 ]  |
| 1991年（平成03年） | 8,366            | [ * 2 ]  |
| 1992年（平成04年） | 8,392            | [ * 3 ]  |
| 1993年（平成05年） | 8,419            | [ * 4 ]  |
| 1994年（平成06年） | 8,362            | [ * 5 ]  |
| 1995年（平成07年） | 8,216            | [ * 6 ]  |
| 1996年（平成08年） | 8,238            | [ * 7 ]  |
| 1997年（平成09年） | 8,060            | [ * 8 ]  |
| 1998年（平成10年） | 7,803            | [ * 9 ]  |
| 1999年（平成11年） | 7,620            | [ * 10 ] |
| 2000年（平成12年） | 7,480            | [ * 11 ] |
| 2001年（平成13年） | 7,376            | [ * 12 ] |
| 2002年（平成14年） | 7,309            | [ * 13 ] |
| 2003年（平成15年） | 7,139            | [ * 14 ] |
| 2004年（平成16年） | 7,097            | [ * 15 ] |
| 2005年（平成17年） | 7,098            | [ * 16 ] |
| 2006年（平成18年） | 7,058            | [ * 17 ] |
| 2007年（平成19年） | 7,086            | [ * 18 ] |
| 2008年（平成20年） | 7,090            | [ * 19 ] |
| 2009年（平成21年） | 7,024            | [ * 20 ] |
| 2010年（平成22年） | 7,021            | [ * 21 ] |
| 2011年（平成23年） | 6,868            | [ * 22 ] |
| 2012年（平成24年） | 6,976            | [ * 23 ] |
| 2013年（平成25年） | 7,087            | [ * 24 ] |
| 2014年（平成26年） | 6,966            | [ * 25 ] |
| 2015年（平成27年） | 7,079            | [ * 26 ] |
| 2016年（平成28年） | 7,105            | [ * 27 ] |
| 2017年（平成29年） | 6,950            | [ * 28 ] |
| 2018年（平成30年） | 7,189            | [ * 29 ] |
| 2019年（令和元年） | 7,186            | [ * 30 ] |
| 2020年（令和02年） | 5,582            |          |
| 2021年（令和03年） | 6,032            |          |
| 2022年（令和04年） | 6,477            |          |
| 2023年（令和05年） | 6,857            |          |

## 駅周辺

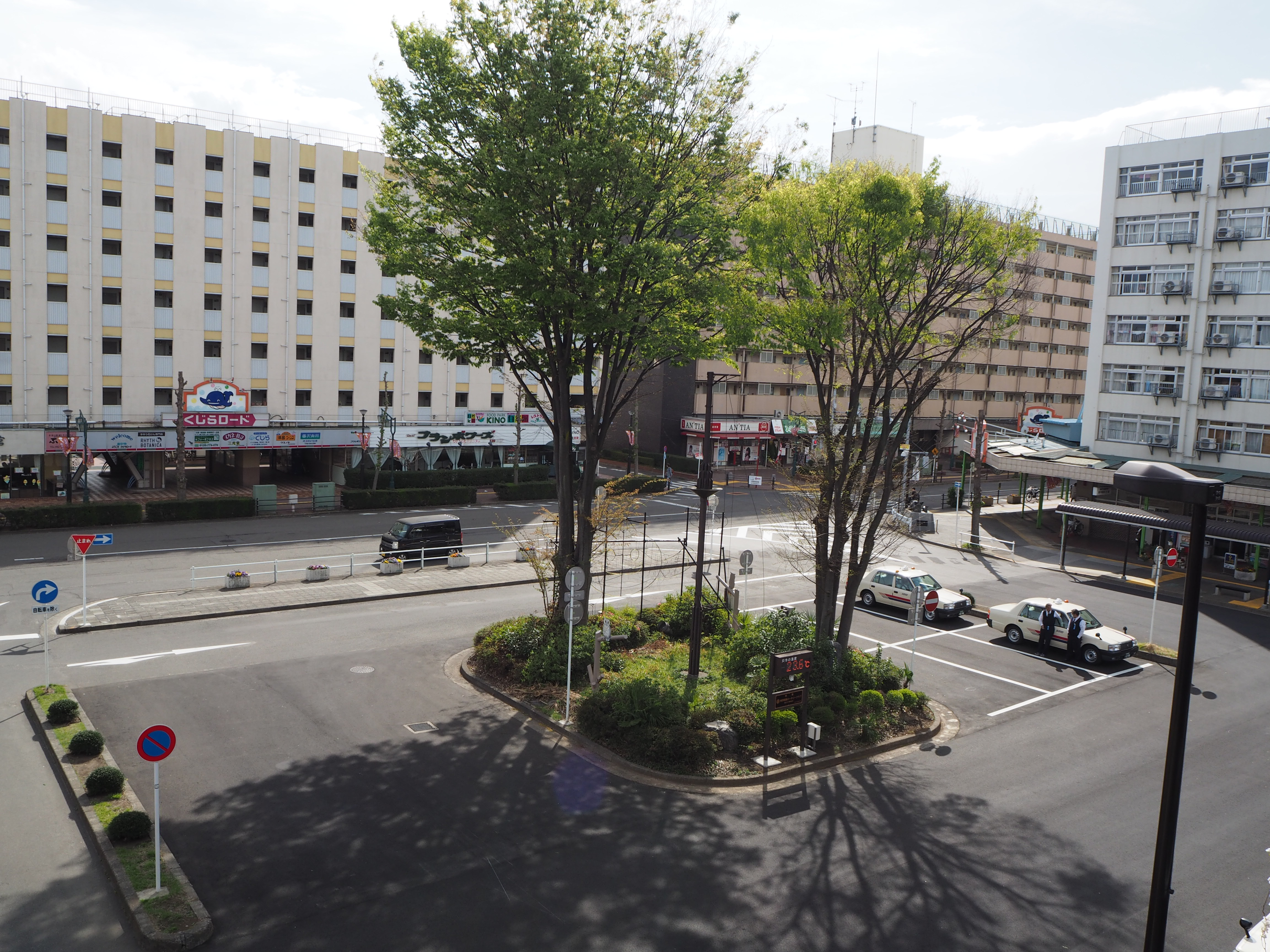
南口駅前（2018年4月）

南口には駅前にUR都市機構東中神団地と商店街があり、その周辺には住宅街が広がっている。かつて、近くの多摩川でアキシマクジラの化石が発掘されたことから、西側の商店街には「くじらロード」の名前が付けられている。ただし、現在は駅前再開発の準備が行われていることから店舗の閉店が相次ぎ、くじらロードで現在も営業している店舗は非常に少ない。東側には昭島市立昭和公園などがある。
北口には都営の団地や昭島病院があり、東側は国営昭和記念公園の昭島口にも近い。昭島口の手前には陸軍航空工廠の跡地が広がっており、2017年（平成29年）に開設された交通広場を中心に再開発が進められている。

### 北口
- 国営昭和記念公園（最寄りの入口は昭島口）
- 昭島市立富士見丘小学校
- 昭島病院
- 都営東中神アパート（富士見ヶ丘団地）
- UR都市機構コンフォール東中神
- 昭島ガス
- 国際法務総合センター
  - 東日本成人矯正医療センター
  - 矯正研修所
  - 国連アジア極東犯罪防止研修所
  - 法務総合研究所国際協力部
  - 公安調査庁研修所
- フーコット 昭島店

### 南口
- 昭島市立昭和中学校
- 東京都立昭和高等学校
- UR都市機構東中神団地
- 都営昭島玉川町アパート
- 昭島市立昭和公園
- 昭島市総合スポーツセンター
- 昭島市民球場
- 多摩信用金庫昭島支店
- 昭島市役所東部出張所
- 玉川会館

## バス路線
南口にバスロータリーがあり、北口の立川寄りに2017年（平成29年）に開設された交通広場がある。この他には交通広場西側の「東中神駅北」と、線路沿いにある「東中神駅入口」が交通広場開設前から存在しているが、Aバス以外は非常に本数が少ない。
駅の北側には昭島病院があり、Aバスは構内の停留所からも利用できる。

### 東中神駅（南口）
番号無し
- 立85：立川駅北口
- Aバス東ルート：昭島駅南口（保健福祉センター経由）

立川駅北口行きは日曜・休日の早朝に1便が運行される。

### 東中神駅交通広場
1番乗り場
- 立16-2：立川駅北口（立川市役所経由）
- 立17-2：立川駅北口（泉町住宅モノレール本社経由）

2番乗り場
- 玉41-1：玉川上水駅南口（柏町二丁目経由）

平日および休日の昼まで運行する。

### 東中神駅入口・東中神駅北
番号無し
- 立17：立川駅北口（泉町住宅モノレール本社経由）

平日・土曜の早朝1便のみ運行する。

### 昭島病院前
- Aバス北ルート：中神駅北口（日本航空電子工業経由）
- Aバス北ルート：中神駅北口（日本航空電子工業・うしお病院経由）

## 隣の駅
東日本旅客鉄道（JR東日本）
 青梅線
■特別快速「ホリデー快速おくたま」（土休日のみ）
通過
■通勤特快（平日上りのみ）・■青梅特快・■通勤快速（平日下りのみ）・■快速・■各駅停車（以上はいずれも青梅線内は各駅に停車）
西立川駅 (JC 51) - 東中神駅 (JC 52) - 中神駅 (JC 53)

### 記事本文